# Бацевич, Кейстут
Кейстут Антоний Бацевич (пол. Kiejstut Antoni Bacewicz; 13 июня 1904, Лодзь — 27 августа 1993, Згеж) — польский пианист и музыкальный педагог.
Родился в смешанной польско-литовской семье, сын Винцаса Бацявичюса (1875—1952) — педагога, заслуженного учителя Литовской ССР (1947), автора различных музыкальных пособий. Отец был первым учителем музыки для Кейстута, его сестёр Гражины и Ванды и брата Витаутаса. В 1914—1924 гг. продолжил обучение у Казимежа Сикорского в консерватории Хелены Киеньской в Лодзи, затем в 1924—1926 гг. учился в Варшавской консерватории у Антония Добкевича; изучал также композицию под руководством Петра Рытеля и Романа Статковского. Окончил также философский факультет Варшавского университета (1931).
С начала 1930-х гг. выступал в дуэте с сестрой Гражиной, скрипачкой; записал вместе с ней две её скрипичные сонаты, а также выполненную ею скрипичную транскрипцию прелюдии Кароля Шимановского. В дальнейшем аккомпанировал также скрипачам Евгении Уминьской, Ирене Дубиской, Зенону Плошаю, Барбаре Гужиньской, альтисту Мечиславу Шалескому. В 1957 г. выступил с сольными фортепианными концертами в Литве.
В 1931—1935 гг. работал учителем музыки в гимназии в Каунасе, руководил школьным оркестром. В 1935—1945 гг. преподавал в Варшаве, затем вернулся в Лодзь как преподаватель Государственной высшей школы музыки, одновременно до 1950 г. директор средней специальной музыкальной школы. В 1957—1969 гг. её ректор. В 1960 г. основал первую в Польше кафедру камерного ансамбля (в 1969—1974 гг. заведовал ею), в 1961 г. инициировал проведение в Лодзи международного конкурса камерной музыки (с 1995 г. носит имя Бацевича). С 1974 г. на пенсии.
Попадал в поле зрения подразделения польских органов безопасности по борьбе с оппозицией в связи с возможными контактами с братом Витаутасом, проживавшим в США, и в связи с подписанием в 1970-е гг. писем и петиций, направленных на смягчение коммунистического режима.
Автор немногочисленных фортепианных и вокальных сочинений.
Жена — Хальшка Бацевич (урождённая Баранович, 1908—1990), певица (сопрано).
Удостоен городской премии Лодзи (1958), Золотого креста заслуги (1955), кавалер (1960) и командор (1983) Ордена Возрождения Польши, заслуженный учитель Польской Народной Республики, почётный доктор Академии музыки в Лодзи (1993). В 1999 г. Академии музыки было присвоено имя брата и сестры Бацевичей.